# Anyi (Nanchang)
Der Kreis Anyi (chinesisch 安义县, Pinyin Ānyì Xiàn) ist ein Kreis, der zum Verwaltungsgebiet der bezirksfreien Stadt Nanchang in der chinesischen Provinz Jiangxi gehört. Er hat eine Fläche von 660 km² und zählt 180.194 Einwohner (Stand: Zensus 2010). Sein Hauptort ist die Großgemeinde Longjin (龙津镇).

## Administrative Gliederung
Auf Gemeindeebene setzt sich der Kreis aus sieben Großgemeinden und drei Gemeinden zusammen. 